# Saison 9 de Dynastie (1981)
Chronologie
Saison 8 Dynasty: The Reunion (en)
Cet article présente le guide des épisodes de la neuvième et dernière saison de la série télévisée américaine Dynastie.

## Distribution

### Acteurs principaux
- John Forsythe (VF : Jean-Claude Michel) : Blake Carrington
- Linda Evans (VF : Annie Sinigalia) : Krystle Carrington (épisodes 3 à 8)
- John James : Jeff Colby
- Gordon Thomson (en) (VF : Patrick Poivey) : Adam Carrington
- Michael Nader (VF : Jean-Pierre Dorat) : Dex Dexter
- Heather Locklear (VF : Séverine Morisot) : Sammy Jo Reece
- Emma Samms (VF : Brigitte Morisan) : Fallon Carrington
- Tracy Scoggins : Monica Colby (épisodes 15 à 22)
- Stephanie Beacham : Sable Colby (épisodes 2 à 22)
- Joan Collins (VF : Michèle Bardollet) : Alexis Carrington Colby (épisodes 1, 2, 5, 6, 7, 11, 12, 14, 16, 17, 18, 21 et 22)

### Acteurs invités
- Ray Abruzzo (en) : Sgt John Zorelli (épisodes 2 à 7, puis 9 à 22)
- Kevin Bernhardt : Tanner McBride (épisodes 12, 13, puis 15 à 22)
- Liza Morrow : Virginia Metheny (épisodes 2, 3 puis 6 à 13)
- Ed Marinaro (en) : Creighton Boyd (épisodes 12 et 14)
- Leann Hunley (en) : Dana Waring (épisode 1)

## Épisodes

### Épisode 1:Verre brisé
- États-Unis : 3 novembre 1988
- Québec : 29 mars 1989 sur TVA

- Ben Piazza (Dr Charles Hampton)

### Épisode 2:Un soupçon de doute
- États-Unis : 10 novembre 1988
- Québec : 3 avril 1989

- Christopher Neame (Hamilton Stone)
- Liza Morrow (Virginie Metheny)

### Épisode 3:Le Grand Retour
- États-Unis : 1er décembre 1988
- Québec : 10 avril 1989

- Liza Morrow (Virginie Metheny)

### Épisode 4:De nouveaux problèmes
- États-Unis : 8 décembre 1988
- Québec : 17 avril 1989

- Ben Piazza (Dr Charles Hampton)

### Épisode 5:Alexis en fait de belles
- États-Unis : 15 décembre 1988
- Québec : 24 avril 1989

- Christopher Neame (Hamilton Stone)
- Kenneth Tigar (Fritz Heath)
- J. Eddie Peck non crédité (Roger Grimes)
- Kim Terry (Joanna Sills)

- Un jeu de mots s'est perdu dans la traduction du titre original Alexis in Blunderland (littéralement « Alexis aux pays des bourdes ») dont la sonorité rappelle immanquablement le célèbre conte de Lewis Carroll Les Aventures d'Alice au pays des merveilles (Alice's Adventures in Wonderland, 1866).
- Un traditionnel « crêpage de chignons » oppose cette fois Sammy Jo à Fallon : non contentes de se battre dans un abreuvoir pour chevaux, celles-ci se vautrent ensuite dans une sordide mare de boue.
- À partir de cet épisode, Fallon est sujette à plusieurs rêves nécrophiles avec Roger Grimes joué par J. Eddie Peck (non crédité), également acteur de la série concurrente Dallas.

### Épisode 6:Chaque photo a son histoire
- États-Unis : 22 décembre 1988
- Québec : 1er mai 1989

- Liza Morrow (Virginie Metheny)
- Ben Piazza (Dr Charles Hampton)
- Christopher Neame (Hamilton Stone)
- Kim Terry (Joanna Sills)

### Épisode 7:Les Derniers Vivants
- États-Unis : 5 janvier 1989
- Québec : 8 mai 1989

- Liza Morrow (Virginie Metheny)
- Ben Piazza (Dr Charles Hampton)
- J. Eddie Peck non crédité (Roger Grimes)
- Kim Terry (Joanna Sills)

- La titre original The Last Hurrah (littéralement "dernier coup d'éclat") faisant allusion à l'ultime sursaut de Krystle face à l'adversité est aussi le titre d'un classique réalisé par John Ford La Dernière Fanfare (The Last Hurrah, 1958) où Spencer Tracy joue un maire sortant qui se représente une toute dernière fois à des élections.

### Épisode 8:Le Grand Mariage
<c États-Unis : 12 janvier 1989
- Québec : 15 mai 1989

- Liza Morrow (Virginie Metheny)
- J. Eddie Peck non crédité (Roger Grimes)

- Cet épisode marque la dernière apparition de Linda Evans dans la série avant son ultime retour dans le téléfilm Dynasty: The Reunion (en) (1991).
- Malgré sa mention au générique, et exception faite de son intervention dans le résumé du volet précédent, Joan Collins n'apparaît pas dans cet épisode.
- Durant la célébration des noces, on entend en fond sonore le thème mélancolique de Somewhere, chanson extraite de la comédie musicale composée en 1957 par Leonard Bernstein, West Side Story.

### Épisode 9:Un certain doigté
- États-Unis : 26 janvier 1989
- Québec : 4 septembre 1989

- Ben Piazza (Dr Charles Hampton)
- Liza Morrow (Virginie Metheny)
- Kenneth Tigar (Fritz Heath)
- Kim Terry (Joanna Sills)

- Malgré sa mention au générique, Joan Collins n'apparaît toujours pas dans cet épisode.
- Le titre original Ginger Snaps, qui désignent habituellement des biscuits au gingembre, mais aussi divers types de rapports avec une personne aux cheveux roux, fait non seulement allusion au tempérament manipulateur de Sable mais surtout au lourd passé de Virginie alias "Ginger".

### Épisode 10:Une nouvelle aventure
- États-Unis : 2 février 1989
- Québec : 11 septembre 1989

- Liza Morrow (Virginie Metheny)
- J. Eddie Peck non crédité (Roger Grimes)
- Kenneth Tigar (Fritz Heath)
- Kim Terry (Joanna Sills)

### Épisode 11:Des Cadavres à échanger
- États-Unis : 9 février 1989
- Québec : 18 septembre 1989

- Liza Morrow (Virginie Metheny)
- Kim Terry (Joanna Sills)

### Épisode 12:Table rase
- États-Unis : 16 février 1989
- Québec : 2 octobre 1989

- Christopher Neame (Hamilton Stone)
- Liza Morrow (Virginie Metheny)
- Kim Terry (Joanna Sills)
- Kevin Bernhardt (Tanner McBride)
- Ed Marinaro (en) (Creighton Boyd)

### Épisode 13:Virginie
- États-Unis : 23 février 1989
- Québec : 16 octobre 1989

Bruce Bilson
- Liza Morrow (Virginie Metheny)
- Kim Terry (Joanna Sills)
- Kevin Bernhardt (Tanner McBride)
- Kenneth Tigar (Fritz Heath)

### Épisode 14:La Chute d'Adam
- États-Unis : 2 mars 1989
- Québec : 25 octobre 1989

Alan Myerson
- Kim Terry (Joanna Sills)
- Ed Marinaro (en) (Creighton Boyd)
- Kenneth Tigar (Fritz Heath)

### Épisode 15:Un fils indigne
- États-Unis : 16 mars 1989
- Québec : 30 octobre 1989

Ron Satlof
- Kim Terry (Joanna Sills)
- Kevin Bernhardt (Tanner McBride)

- Un jeu de mots s'est perdu dans la traduction du titre original The Son Also Rises (littéralement "le fils se lève aussi") détournement du titre d'un classique écrit en 1926 par Ernest Hemingway, Le soleil se lève aussi (The Sun Also Rises), et porté à l'écran par Henry King en 1957 sous le même intitulé. Cet exact jeu de mots avait en outre déjà servi de titre à l'épisode 3 de la saison 11 de la série concurrente Dallas.
- Cet épisode marque le retour du personnage hérité de la défunte série Dynastie 2 : Les Colby, Monica Colby (joué par Tracy Scoggins). Malgré sa mention au générique et son intervention dans le résumé de l'épisode précédent, Joan Collins n'apparaît pas dans cet épisode
- Dans le dialogue original, Fallon demande à Jeff s'il n'est pas jaloux de Godzilla (en référence au rival potentiel Tanner McBride), là où la VF évoque la reine d'Angleterre (en référence à Sammy Jo).

### Épisode 16:Crimes et Châtiments
- États-Unis : 23 mars 1989
- Québec : 6 novembre 1989

Nancy Malone
- Kim Terry (Joanna Sills)
- Kevin Bernhardt (Tanner McBride)
- Lezlie Deane (Phoenix Chisolm)

- Un jeu de mots s'est perdu dans la traduction du titre original Grimes and Punishment incluant le patronyme de Roger Grimes, le cadavre repêché dans le lac, à sa référence au fameux roman de Fiodor Dostoïevski Crime et Châtiment (Преступление и наказание, 1866).
- C'est le dernier épisode dans lequel apparaît Kim Terry (Joanna Sills).

### Épisode 17:Péchés de jeunesse
- États-Unis : 30 mars 1989
- Québec : 13 novembre 1989

Bruce Bilson
- Kevin Bernhardt (Tanner McBride)
- Lezlie Deane (Phoenix Chisolm)

- Le titre original Sins of the Father (littéralement "les fautes du père") est une formule récurrente de la version anglaise de la Bible.

### Épisode 18:Un enregistrement de valeur
- États-Unis : 13 avril 1989
- Québec : 24 novembre 1989

Dwight Adair
- Kevin Bernhardt (Tanner McBride)
- Lezlie Deane (Phoenix Chisolm)

- Le titre original Tale of the Tape (littéralement "Le récit de la bande magnétique", en référence aux diverses mises sur écoute de Zorelli et au répondeur d'Alexis) est une expression anglaise désignant les mesures du gabarit d'un boxeur et, par extension, la mise en opposition des caractéristiques de deux individus en compétition.

### Épisode 19:Pas de quoi fouetter un chat
- États-Unis : 20 avril 1989
- Québec : 4 décembre 1989

Michael Lange
- Lezlie Deane (Phoenix Chisolm)
- Kevin Bernhardt (Tanner McBride)

- Le titre original No Bones About It (littéralement "aucun os dans l'histoire") fait initialement partie de l'expression anglaise "to make no bone about it" signifiant "parler franchement et sans détour", ou plus familièrement "sans tourner autour du pot".
- Malgré sa mention au générique, et exception faite de son intervention dans le résumé du volet précédent, Joan Collins n'apparaît pas dans cet épisode.

### Épisode 20:Place au fils
- États-Unis : 27 avril 1989
- Québec : 18 décembre 1989

Jerry Jameson
- Lezlie Deane (Phoenix Chisolm)
- Kevin Bernhardt (Tanner McBride)
- John Brandon (Capitaine William Handler)

- Le titre original Here Comes the Son (littéralement "voici le fils qui arrive") est un détournement du titre de la chanson des Beatles Here Comes the Sun écrite par George Harrison en 1969.
- Malgré sa mention au générique, Joan Collins n'apparaît toujours pas dans cet épisode. C'est la première fois de la série que l'on voit un personnage user d'un téléphone portable.

### Épisode 21:Image du passé
- États-Unis : 4 mai 1989
- Québec : 8 janvier 1990

David Paulsen
- J. Eddie Peck (Roger Grimes)
- Kevin Bernhardt (Tanner McBride)
- John Brandon (Capitaine William Handler)

- Cet avant-dernier épisode de la série est mémorable pour son "crêpage de chignons à quatre" (Jeff, Adam, Alexis et Sable).
- La séquence de flash-back où Fallon prend conscience de sa propre responsabilité dans la mort de Roger Grimes est une flagrante référence au thriller psychologique réalisé en 1964 par Alfred Hitchcock Pas de printemps pour Marnie (Marnie).
- C'est l'unique fois de la série que J. Eddie Peck est mentionné au générique pour le rôle du défunt Grimes.

### Épisode 22:La Cachette
- États-Unis : 11 mai 1989
- Québec : 15 janvier 1990

David Paulsen
- Kevin Bernhardt (Tanner McBride)
- John Brandon (Capitaine William Handler)

- Le titre original de ce vingt-deuxième et dernier épisode de cette saison (mais aussi de la série) Catch22 est une ironique référence à celui du roman américain de Joseph Heller publié en 1961 et dont Mike Nichols tira une adaptation filmée en 1970. La formule elle-même (en), inventée par l'auteur, est devenue une expression anglaise courante pour désigner une situation où un individu ne peut éviter un problème en raison de la contradiction des règles ou des contraintes (l'équivalent en quelque sorte de "cercle vicieux").
- Un long téléfilm réalisé en 1991, Dynastie la réunion (en), marque l'ultime retour des principaux protagonistes de la série, parmi lesquels resurgissent notamment Krystle, toujours jouée par Linda Evans, mais aussi Steven, rôle repris par Al Corley pourtant remplacé par Jack Coleman à partir de l'épisode 9 de la saison 3 et Kathleen Beller qui avait fait sa dernière apparition à la fin de la saison 4.
- C’est la dernière apparition de Gordon Thomson qui ne figurera pas dans le téléfilm Dynastie la réunion 1991 et qui sera remplacé par un autre acteur Robin Sachs. De même, Michael Nader, Tracy Scoggins, et Stephanie Beacham ne figureront pas dans la réunion 1991.
- Suivront deux tardives incursions indirectes dans l'univers de la série : Dynasty: The Making of a Guilty Pleasure (en) (2005), un téléfilm librement inspiré des coulisses de sa réalisation et Dynasty Reunion: Catfights & Caviar (2006), documentaire réunissant une nouvelle fois les comédiens les plus marquants de la saga.
- Un reboot modernisé de la série, également intitulée Dynastie, sera développé par Josh Schwartz, Stephanie Savage et Sallie Patrick et diffusé à partir du 11 octobre 2017 sur le réseau The CW.